# Bolbitis oligarchica
Bolbitis oligarchica là một loài thực vật có mạch trong họ Lomariopsidaceae. Loài này được (Baker) Hennipman mô tả khoa học đầu tiên năm 1975.